# Blessy (Pas-de-Calais)
Blessy település Franciaországban, Pas-de-Calais megyében. Lakosainak száma 904 fő (2022. január 1.). Blessy Aire-sur-la-Lys, Liettres, Mametz, Witternesse, Estrée-Blanche és Enquin-lez-Guinegatte községekkel határos.

## Népesség
A település népességének változása:
| Lakosok száma | 861  | 861  | 879  | 870  | 875  | 877  | 903  | 901  | 904  |
|               | 2013 | 2015 | 2016 | 2017 | 2018 | 2019 | 2020 | 2021 | 2022 |